# Sladna
Sladna (en cyrillique : Сладна) est une localité de Bosnie-Herzégovine. Elle est située dans la municipalité de Srebrenik, dans le canton de Tuzla et dans la fédération de Bosnie-et-Herzégovine. Selon les premiers résultats du recensement bosnien de 2013, elle compte 3 161 habitants.

## Géographie
La localité est située sur les rives de la Slanska rijeka.

## Démographie

### Évolution historique de la population dans la localité
| 1948 | 1953 | 1961  | 1971  | 1981  | 1991  | 2013  |
| ---- | ---- | ----- | ----- | ----- | ----- | ----- |
| -    | -    | 2 572 | 3 049 | 3 376 | 3 304 | 3 161 |

|  |